# Polska Ludowa

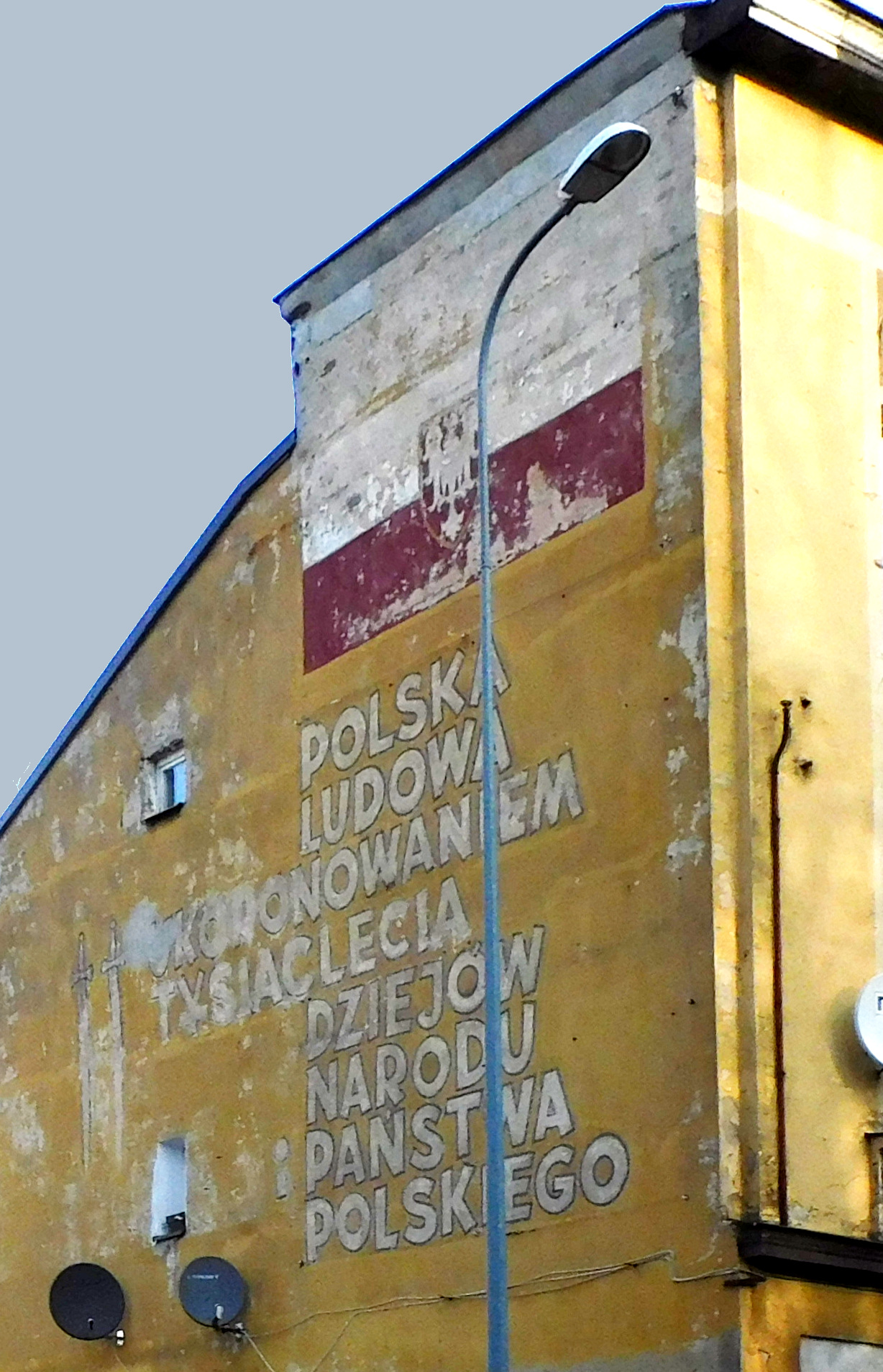
Mural z okresu PRL w Słupsku. Polska ludowa ukoronowaniem tysiąclecia dziejów narodu i państwa polskiego

Polska Ludowa – potoczna nazwa państwa i systemu ustrojowego w Polsce używana w latach 1944–1989 mająca sugerować, że Polska po 1944 roku jest państwem, w którym „władza należy do ludu pracującego miast i wsi”.
Nazwa ta była używana w czasie rządów sprawowanych przez Polską Partię Robotniczą, potem Polską Zjednoczoną Partię Robotniczą w Polsce okresu 1944–1989 jako państwie satelickim ZSRR i odnosi się do dwóch okresów: 1944–1952 – kiedy formalną nazwą państwa była Rzeczpospolita Polska i 1952–1989 – gdy oficjalną nazwą państwa była Polska Rzeczpospolita Ludowa.
Termin „Polska Ludowa” został przejęty przez komunistów z programów ugrupowań ludowych – już w 1905 termin ten został użyty w odezwie Polskiego Związku Ludowego. Później pojawiał się w dokumentach programowych różnych ugrupowań ruchu ludowego. Między innymi został zaproponowany przez niekomunistyczny PPS-WRN i ruch ludowy w okresie okupacji niemieckiej. W dokumencie programowym PPS-WRN „Program Polski Ludowej” z 1941 został opisany projektowany przyszły ustrój niepodległego państwa polskiego opartego na demokracji i wolności słowa.
W ocenie Instytutu Pamięci Narodowej: W propagandzie komunistycznej termin „Polska Ludowa” faktycznie spełniał rolę przykrycia dla realnie budowanego totalitarnego systemu komunistycznej dyktatury. Nazwa ta narusza pamięć ofiar komunistycznego totalitaryzmu.
Według Barbary Stanosz przymiotnik „ludowa” jest określeniem fałszywym, zarówno w sensie politycznym jak i społecznym, ponieważ PRL była państwem autokratycznym rządzonym przez zhierarchizowaną kastę będącą poza wszelką kontrolą społeczną.
Nazwa ta używana była niekiedy w oficjalnych aktach władz (np. Ustawa z dnia 2 lipca 1949 o orderze "Budowniczych Polski Ludowej" czy Rozporządzenie Rady Ministrów z dnia 26 lutego 1971 r. w sprawie zasad podwyższania emerytur pracownikom, którzy przepracowali w Polsce Ludowej ponad 10 lat).